# Resurrection (Venom)
Resurrection è un album pubblicato dalla band heavy metal britannica Venom nel 2000.

## Tracce
1. Resurrection – 3:03
2. Vengeance – 3:51
3. War Against Christ – 4:23
4. All There Is Fear – 4:42
5. Pain – 4:02
6. Pandemonium – 4:31
7. Loaded – 2:44
8. Firelight – 4:55
9. Black Flame of Satan – 4:32
10. Control Freak – 3:03
11. Disbeliever – 3:40
12. Man, Myth & Magic – 3:49
13. Thirteen – 3:37
14. Leviathan – 4:30

## Formazione
- Conrad "Cronos" Lant - basso, voce
- Jeffrey "Mantas" Dunn - chitarra
- Anthony "Antton" Lant - batteria